# Лилья, Якоб
Яко́б Ли́лья (швед. Jakob Lilja; род. 23 июля 1993, Лимхамн, Мальмёхус) — шведский хоккеист, нападающий. В настоящее время является игроком клуба КХЛ «Динамо» (Москва).

## Карьера
Хоккеем начал заниматься в школе родного города Лимхамн, а в 2008 году завоевал свою первую золотую медаль, на первенстве среди юниоров. На взрослом уровне дебютировал в составе команды «Сунне», в первом шведском дивизионе, а в сезоне 2011/2012 дебютировал в элитной хоккейной лиге, в составе хоккейного клуба «Рёгле», за который отыграл до 2015 года. С 2015 по 2018 года стабильно выступал в составе другого клуба из элитного дивизиона «Линчёпинг». В сезоне-2018/19 Якоб Лилья перешёл в «Юргорден», став лучшим бомбардиром команды, набрав 37 (12+25) очков в 52 матчах лиги. В 19 встречах плей-офф на счету Лильи было 8 (3+5) очков, а его команда стала вице-чемпионом Швеции.
После чемпионата мира 2019 года (Участие в котором хоккеист не принимал, но попадал в расширенный список сборной Швеции) оказался на карандаше у скаутов из НХЛ и подписал контракт с «Коламбус Блю Джекетс». Дебютировал в НХЛ 4 октября 2019 года, в матче против «Торонто Мейпл Лифс». Первый результативный балл в НХЛ заработал благодаря результативной передачи в матче против «Даллас Старз», 16 октября 2019 года, а в матче против «Вашингтон Кэпиталз», который состоялся 27 декабря 2019 года, Лилья забросил свою первую шайбу в НХЛ. Всего, в свой дебютный сезон за океаном, игрок принял участие в 37 матчах, забросил 2 шайбы и отдал 3 результативные передачи. Параллельно выступал за фарм-клуб Коламбуса — «Кливленд Монстерз», в АХЛ.
24 июня 2020 года было официально объявлено о переходе Лильи в клуб Континентальной Хоккейной Лиги «Барыс» из города Нур-Султан.

## Карьера в сборной
Выступал за различные сборные своей страны всех возрастов. Будучи игроком «Рёгле», вызывался на Чемпионат мира по хоккею с шайбой среди юниорских команд 2012. Со сборной дошёл до финала и завоевал серебряные медали соревнований.
В 2018 году попал в расширенный список национальной сборной Швеции и принял участие в этапах Хоккейного Евротура. Провёл на льду 7 матчей, забросил 2 шайбы и отметился одной результативной передачей.

## Достижения
- Серебряный призёр юниорского чемпионата мира по хоккею 2012
- Серебряный призёр Шведской хоккейной лиги в сезоне 2018/19 в составе «Юргордена»